# Schaghticoke (Town, New York)
Schaghticoke ˈskætɨkoʊk ist eine Town im Rensselaer County, New York in den Vereinigten Staaten. Das U.S. Census Bureau hat bei der Volkszählung 2020 eine Einwohnerzahl von 7.445 ermittelt. Die Schaghticoke sind ein Indianerstamm, der ursprünglich in dieser Gegend lebte. Die Town liegt am nördlichen Rand des Countys, nördlich von Troy. Innerhalb der Town befinden sich ein gleichnamiges Village und Teile des Village of Valley Falls.

## Geschichte
Die erste dauerhafte Besiedlung durch europäische Siedler begann 1668. Die Town of Schaghticoke wurde 1788 inkorporiert und ging aus einem 1772 noch zum Albany County gehörenden Distrikt hervor.

## Geographie
Nach den Angaben des United States Census Bureaus hat die Town eine Gesamtfläche von 134,3 km², wovon 129,3 km² auf Land und 5,1 km² (= 3,76 %) auf Gewässer entfallen.
Die nördliche Grenze der Stadt bildet die Grenze zum Washington County und die Westgrenze wird durch den Hudson River gebildet, der auch die Grenze zum Saratoga County ist.
Der Hoosic River durchfließt das Gebiet der Town und bildet im Osten der Gemarkung deren südliche Gemarkungsgrenze. Der Fluss mündet im Westen Schaghticokes in den Hudson River.

## Demographie
Zum Zeitpunkt des United States Census 2000 bewohnten Schaghticoke 7456 Personen. Die Bevölkerungsdichte betrug 57,7 Personen pro km². Es gab 2823 Wohneinheiten, durchschnittlich 21,8 pro km². Die Bevölkerung Schaghticokes bestand zu 97,57 % aus Weißen, 1,26 % Schwarzen oder African American, 0,17 % Native American, 0,36 % Asian, 0 % Pacific Islander, 0,13 % gaben an, anderen Rassen anzugehören und 0,50 % nannten zwei oder mehr Rassen. 0,66 % der Bevölkerung erklärten, Hispanos oder Latinos jeglicher Rasse zu sein.
Die Bewohner Schaghticokes verteilten sich auf 2714 Haushalte, von denen in 35,8 % Kinder unter 18 Jahren lebten. 64,2 % der Haushalte stellten Verheiratete, 8,7 % hatten einen weiblichen Haushaltsvorstand ohne Ehemann und 22,5 % bildeten keine Familien. 17,7 % der Haushalte bestanden aus Einzelpersonen und in 8,1 % aller Haushalte lebte jemand im Alter von 65 Jahren oder mehr alleine. Die durchschnittliche Haushaltsgröße betrug 2,75 und die durchschnittliche Familiengröße 3,12 Personen.
Die Bevölkerung verteilte sich auf 26,3 % Minderjährige, 6,5 % 18–24-Jährige, 29,3 % 25–44-Jährige, 25,5 % 45–64-Jährige und 12,5 % im Alter von 65 Jahren oder mehr. Der Median des Alters betrug 38 Jahre. Auf jeweils 100 Frauen entfielen 98,7 Männer. Bei den über 18-Jährigen entfielen auf 100 Frauen 95,3 Männer.
Das mittlere Haushaltseinkommen in Schaghticoke betrug 48.393 US-Dollar und das mittlere Familieneinkommen erreichte die Höhe von 57.423 US-Dollar. Das Durchschnittseinkommen der Männer betrug 40.574 US-Dollar, gegenüber 27.078 US-Dollar bei den Frauen. Das Pro-Kopf-Einkommen belief sich auf 20.673 US-Dollar. 4,7 % der Bevölkerung und 3,4 % der Familien hatten ein Einkommen unterhalb der Armutsgrenze, davon waren 4,0 % der Minderjährigen und 8,3 % der Altersgruppe 65 Jahre und mehr betroffen.

## Ortschaften
- East Schaghticoke – südlich des Village of Schaghticoke
- Grant Hollow – ein Weiler nordöstlich von Troy und Speigletown an der Route 40.
- Hemstreet Park – eine Ortschaft im Westen der Town am Hudson River, die ein Vorort von Mechanicville auf dem anderen Ufer des Flusses ist
- Melrose – ein Weiler nordöstlich von Grant Hollow an der Route 40
- Pleasantdale – eine Siedlung nördlich von Troy.
- Reynolds – ein Weiler im Westen der Town
- Schaghticoke – ein Village am Hoosic River
- Schaghticoke Hill – ein Weiler südlich davon an der Route 40
- Speigletown – ein Weiler nordöstlich von Troy an der Route 40
- Valley Falls – ein Village unweit vom Village of Schaghticoke am Hoosic River, das zu einem Teil südlich des Flusses in der Town of Pittstown liegt.